# Нобл, Марк (шахматист)
Марк Фредерик Нобл (англ. Mark Frederick Noble, род. 30 сентября 1962, Веллингтон) — новозеландский игрок в боулз и шахматист, мастер ФИДЕ (1992), гроссмейстер ИКЧФ (2010).
Бухгалтер по профессии. Постоянно проживает в городе Лоуэр-Хатт.

## Спортивная карьера

### Шахматы
Участник чемпионатов Новой Зеландии 1985 / 1986 и 1992 / 1993 гг. (4½ из 11, 9—10 места), чемпионата Великобритании 1990 г. Двукратный чемпион Новой Зеландии по рапиду: 1995 (1—3 с К. Бойдом и М. Дрейером) и 2016 (в группе из четырех шахматистов) гг. Чемпион острова Северный 1993 (1—2 с Р. У. Смитом), 2015 и 2016 (1—2 с Дж. Джеймсом) гг. Чемпион Новой Зеландии среди юниоров 1981 и 1982 гг. Чемпион Новой Зеландии среди ветеранов 2018 г.
Участвовал в международных турнирах в Окленде (1992 г.; 4½ из 11, 8 место) и Мельбурне (1993 г.; 3 из 11, 10—11 места).
В составе сборной Новой Зеландии участвовал в шахматной олимпиаде 1996 г. (4-я доска, 5 из 12) и командном чемпионате Азии 1983 г.
Добился значительных успехов в игре по переписке. Является единственным гроссмейстером ИКЧФ в Новой Зеландии. 13 раз побеждал в чемпионате Новой Зеландии по переписке (1988, 2005, 2007—2017 гг.). Дважды побеждал в чемпионатах Азии по переписке. В 28-м чемпионате мира по переписке (2013—2016 гг.) завоевал бронзовую медаль.

### Боулз
Двукратный серебряный призёр Игр Содружества (2014 и 2018 гг.) в команде из трех спортсменов-инвалидов. В 2014 г. его партнерами были Б. Уинкс и Л. Беннетт, в 2018 г. — Б. Уинкс и Б. Уэйкфилд.
Четырнадцатикратный победитель турнира Wellington Open. Шестикратный победитель турнира Manawatu Open. Трехкратный победитель турнира Wairarapa Open. Двукратный победитель открытого чемпионата Новой Зеландии. Победитель турниров Wellington Super Bowls, Taranaki Super Bowls, Wanganui Open, New Zealand Astro (в составе смешанной пары) и многих других.

## Изменения рейтинга
| Графики недоступны из-за технических проблем. См. информацию на Фабрикаторе и на mediawiki.org. |